# Gramática descritiva
Chama-se gramática descritiva ou sincrônica (do grego syn- 'reunião', chrónos 'tempo') a gramática que busca descrever o mecanismo pelo qual uma dada língua funciona, num dado momento, como meio de comunicação entre os seus falantes, e de analisar a estrutura, ou configuração formal, que nesse momento a caracteriza. A gramática descritiva propõe-se a descrever as regras da língua falada, as quais independem do que a gramática normativa prescreve como "correto"; Segundo Possenti, "é a que orienta, o trabalho dos linguistas cuja preocupação é descrever e/ou explicar as línguas tais como elas são faladas." Assim, diferentemente da gramática normativa, na gramática descritiva, as regras formuladas derivam estritamente do uso da língua.
A partir da constatação de que a gramática normativa não era capaz de dar conta do uso real da língua por seus falantes, surgiram outras concepções e, consequentemente, outras acepções de gramática. TRAVAGLIA cita três tipos de gramática: normativa (também chamada tradicional), descritiva e internalizada ou implícita.
A gramática descritiva está ligada a uma determinada comunidade linguística e reúne as formas gramaticais aceitas por estas comunidades. Como a língua sofre mudanças, frequentemente muito do que é prescrito na gramática normativa já não é mais usado pelos falantes de uma língua. A gramática descritiva não tem o objetivo de apontar erros, mas sim identificar todas as formas de expressão existentes e verificar quando e por quem são produzidas.
Enquanto a gramática normativa considera como erro o uso de formas diferentes da norma culta da língua (tornada oficial), na perspectiva da gramática descritiva, o erro gramatical não existe, ou, explicando melhor: ao adotar um critério social, não linguístico, de correção, a gramática descritiva considera erradas apenas as formas ou estruturas gramaticais não presentes regularmente nas variedades linguísticas reconhecidas pelos falantes de uma língua.